# 마인추

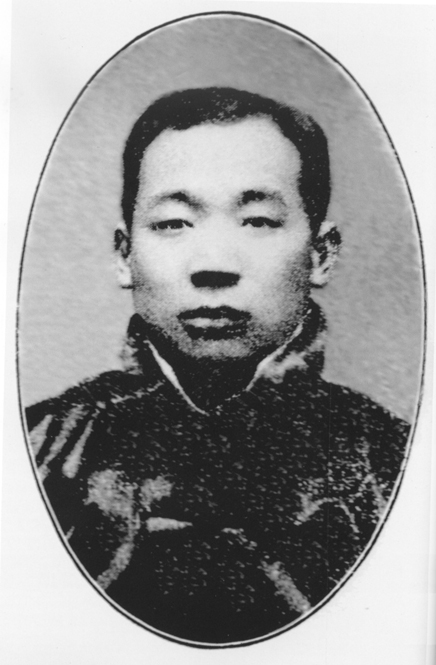

마인추(마인초, 중국어 간체자: 马寅初, 1882년 6월 24일 ~ 1982년 5월 10일)는 중화인민공화국의 전 대학 교장이다.

## 생애
청나라 저장성 출신으로 여진족 가문에서 태어났다. 톈진시 베이양(北洋) 대학을 졸업하고 미국에 유학하여 예일대학, 컬럼비아대학에서 경제학을 수업하였다. 1916년 베이징 대학의 경제학 교수가 되었으며 동 대학 교무장을 지냈다. 1917년 리다자오와 함께 소련 공산당의 10월 혁명을 공개 지지하였다. 4.12 사건 이후로 1927년에 베이징 대학이 국립 베이핑 대학 북대 학원으로 편입된 뒤에는 베이핑을 떠났고 같은 해에 장제스 정권의 난징 국민 정부 저장성 재정위원회 간부를 맡았으며, 1928년에 난징 국민 정부 입법위원, 재정위원을 지냈다. 1938년에 충칭의 중앙 대학 경제학 교수. 중일 전쟁 기간에 장제스의 반공에 항의하던 중에 중국 당국에 체포되어 구이저우성의 식봉(息烽) 수용소에 1940년 12월부터 1942년 8월까지 감금된 뒤 풀려났다. 중일 전쟁이 끝난 뒤 1946년 상하이 중화공상전문학교 교수 등직에 있었고, 이후로 둥베이 해방구, 홍콩 등지를 다녀왔다. 1949년 8월에 중공 저장 대학 교장. 1949년 10월 중화인민공화국 정권 수립 이후로 중앙인민정부 위원(현재 중공 정치국위원에 해당), 화둥 군정위 위원, 중공 정무원 재경위원회 부주임 위원 등을 겸하였다. 한국전쟁에서 마오쩌둥의 항미원조 운동에 적극 가담하였다. 1950년 5월 베이징 둥청구 베이징 대학 교장. 항미원조 전쟁 승리 후, 마오쩌둥 정권 하에서 대학 이전을 주도하여 1952년 10월부터 하이뎬구의 베이징 대학 교장. 1960년 1월까지 중공 베이징 대학 교장직에 있었다. 1979년에 베이징 대학의 명예 교장에 당선되었다. 유물론적 관점에서 저술한 <중국경제개조>(1935) 외에, <중국은행론>(1929), <전시경제논문집>(1945), <나의 경제이론 및 철학사상과 정치입장>(1958), <신인구론>(1979) 등 저술이 있다.

## 같이 보기
- 중화인민공화국의 출산 정책